# Vierbach
Vierbach is een deel van de Duitse gemeente Wehretal. De plaats behoort tot Wehretal sinds 1974.
Hoheneiche · Langenhain · Oetmannshausen · Reichensachsen · Vierbach